# Oriol Rosell
Oriol Rosell Argerich (Puig-reig, 7 luglio 1992) è un calciatore spagnolo, di ruolo centrocampista.

## Palmarès

### Club

#### Competizioni nazionali
- Campionato MLS: 1

Sporting Kansas City: 2013
- Coppa del Portogallo: 1

Sporting Lisbona: 2014-2015
- Supercoppa di Portogallo: 1

Sporting Lisbona: 2015